# Доње Копаново
Доње Копаново (грч. Χαρίεσσα, до 1953. грч. Κάτω Κοπανός) је насељено место у општини Негуш у периферији Средишња Македонија, Грчка. Према попису из 2021. године било је 800 становника.
Према бугарском географу и историчару, Василу Канчову, у Доњем Копанову је 1900. године живело 240 Словена хришћана. Године 1922. године насељене су грчке избегличке породице из Турске, укупно 102 особе.